# Angusta
Angusta je stará jednotka délky používaná ve starověku v perské říši. Svojí velikostí je podobná jednotce palec.

## Převodní vztahy
1 angusta = 2,72 cm = 1/10 vitasti.